# Filarmónica de Kaunas
La Filarmónica de Kaunas (en lituano: Kauno filharmonija) es una sala e institución de conciertos en Kaunas, la segunda ciudad más grande del país europeo de Lituania. En la Filarmónica, operan el Coro Estatal de Kaunas, la Orquesta Sinfónica y un Cuarteto de Kaunas. La sala cuenta con 530 asientos. 

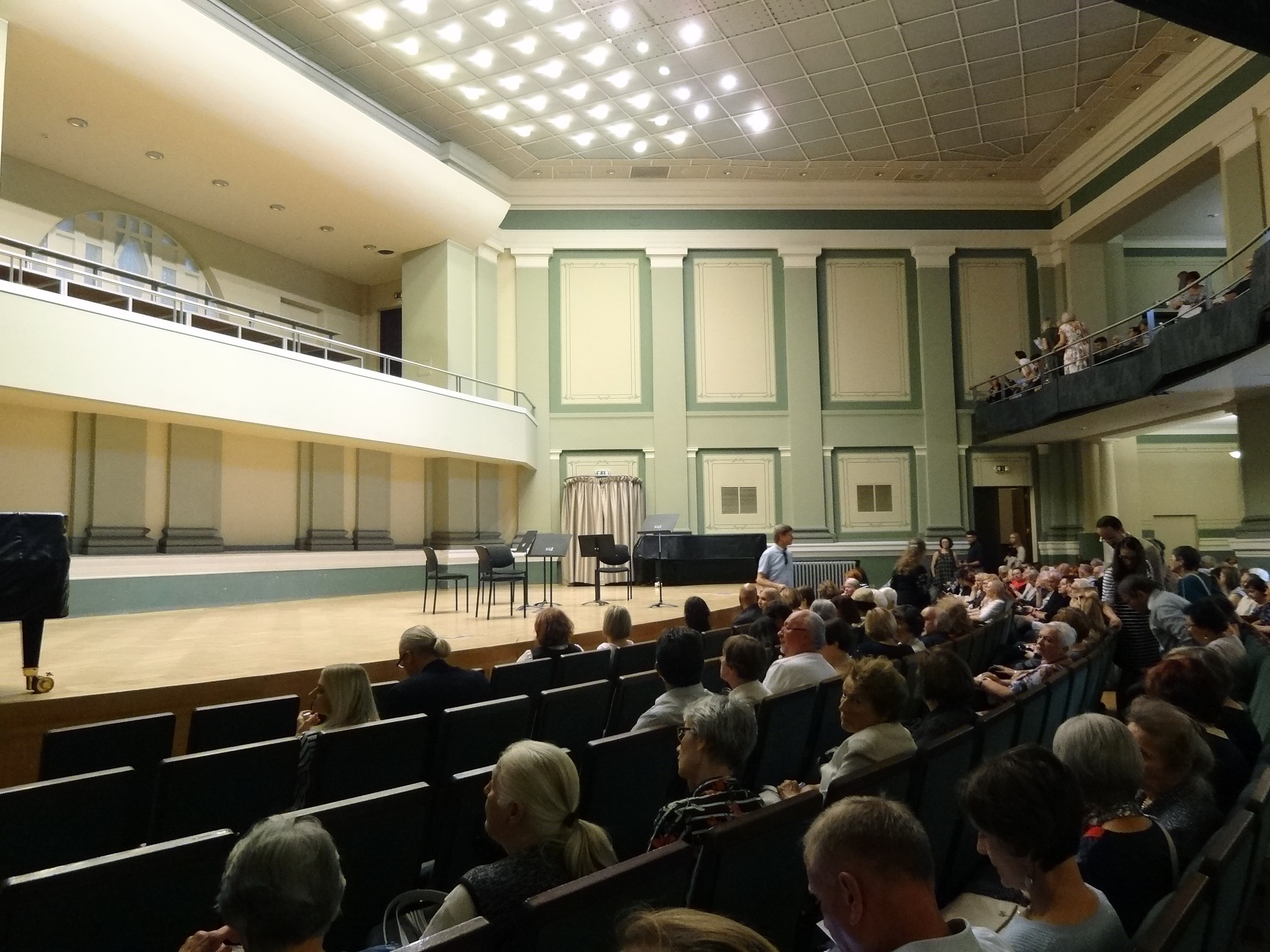
El interior renovado de la Filarmónica en un intermedio de concierto, 2019

El edificio de la Filarmónica  fue construido a partir de 1925 hasta agosto de 1928 por el arquitecto Edmundas Frykas. El estilo del edificio de cuatro pisos combina elementos art déco y neoclasicismo. 